# Léon Dolmans
Léonardus Dolmans (ur. 6 kwietnia 1945 w Uikhoven) były belgijski piłkarz występujący podczas kariery na pozycji obrońcy.

## Kariera klubowa
Piłkarską karierę Léon Dolmans rozpoczął w 1965 w KVV Verbroedering Maasmechelen. W latach 1967–1970 był zawodnikiem Waterschei Thor Genk. Kolejnym klubem w karierze Dolmansa był Standard Liège, gdzie występował w latach 1970–1975. Ze Standardem zdobył mistrzostwo Belgii w 1971. W latach 1975–1977 był zawodnikiem Beringen FC. Ostatnim klubem w karierze Verheyena był Royal Stade Waremmien FC, w którym zakończył karierę w 1979.

## Kariera reprezentacyjna
W reprezentacji Belgii Léon Dolmans występował w latach 1971–1973. W 1972 uczestniczył w mistrzostwach Europy. W turnieju finałowym rozgrywanym w Belgii wystąpił w przegranym półfinale z RFN oraz wygranym 2-1 meczu o trzecie miejsce z Węgrami. Ogółem w reprezentacji Belgii rozegrał 10 spotkań i strzelił 2 bramki.